# Comté de Grayson (Texas)
Pour les articles homonymes, voir Comté de Grayson.
Le comté de Grayson, en anglais : Grayson County, est un comté situé dans le nord de l'État du Texas aux États-Unis. Fondé le 17 mars 1846, il est nommé en l'honneur de Peter Wagener Grayson, le ministère public de la république du Texas. Le siège du comté est la ville de Sherman. Selon le recensement de 2020, sa population est de 135 543 habitants. Le comté a une superficie de 2 536 km2, dont 2 418 km2 en surfaces terrestres

## Comtés adjacents
| Comté de Love Oklahoma | Comté de Marshall Oklahoma | Comté de Bryan Oklahoma |
| Comté de Cooke         | comté de Grayson           | Comté de Fannin         |
| Comté de Denton        | Comté de Collin            |                         |

## Démographie
Lors du recensement de 2010, le comté comptait une population de 120 877 habitants. Elle est estimée, en 2017, à 860 661 habitants.

Pyramide des âges du comté de Grayson (Texas) (2000).

| Groupes           | Comté de Grayson | Texas | États-Unis |
| ----------------- | ---------------- | ----- | ---------- |
| Blancs            | 83,9             | 70,4  | 72,4       |
| Afro-Américains   | 5,9              | 11,9  | 12,6       |
| Autres            | 5,2              | 10,6  | 6,4        |
| Métis             | 2,7              | 2,5   | 2,7        |
| Amérindiens       | 1,5              | 0,7   | 0,9        |
| Asiatiques        | 0,9              | 3,8   | 4,8        |
| Total             | 100              | 100   | 100        |
|                   |                  |       |            |
| Latino-Américains | 11,3             | 37,6  | 16,7       |